# Quirinus Harder
Quirinus Johan Harder (Rotterdam, 13 ottobre 1801 – 1880) è stato un architetto olandese, noto per aver progettato un gran numero di fari.
Ha lavorato come ingegnere strutturale per la Loodswezen, l'organizzazione olandese che supervisiona tutti i piloti di porto. I fari di Harder erano fatti in ghisa, all'epoca un materiale innovativo, che consentiva la fabbricazione e costruzione segmentate.

## Lista dei fari di Harder
- Faro di Eierland (Texel, 1864)
- Nieuwe Sluis (1867)
- Faro di Scheveningen (1875)
- Faro basso di Westkapelle (1875)
- Lange Jaap (Den Helder, 1877-1878)
- Faro basso di IJmuiden (1878)
- Faro alto di IJmuiden (1878)
- Bornrif (Ameland, 1880-1881)
- Faro di Den Oever (1884)
- Faro di Stavoren (1884)
- Vuurduin (Vlieland, 1909)

Ha anche progettato la parte superiore del Faro alto di Renesse e l'IJzeren Kaap.

## Galleria d'immagini

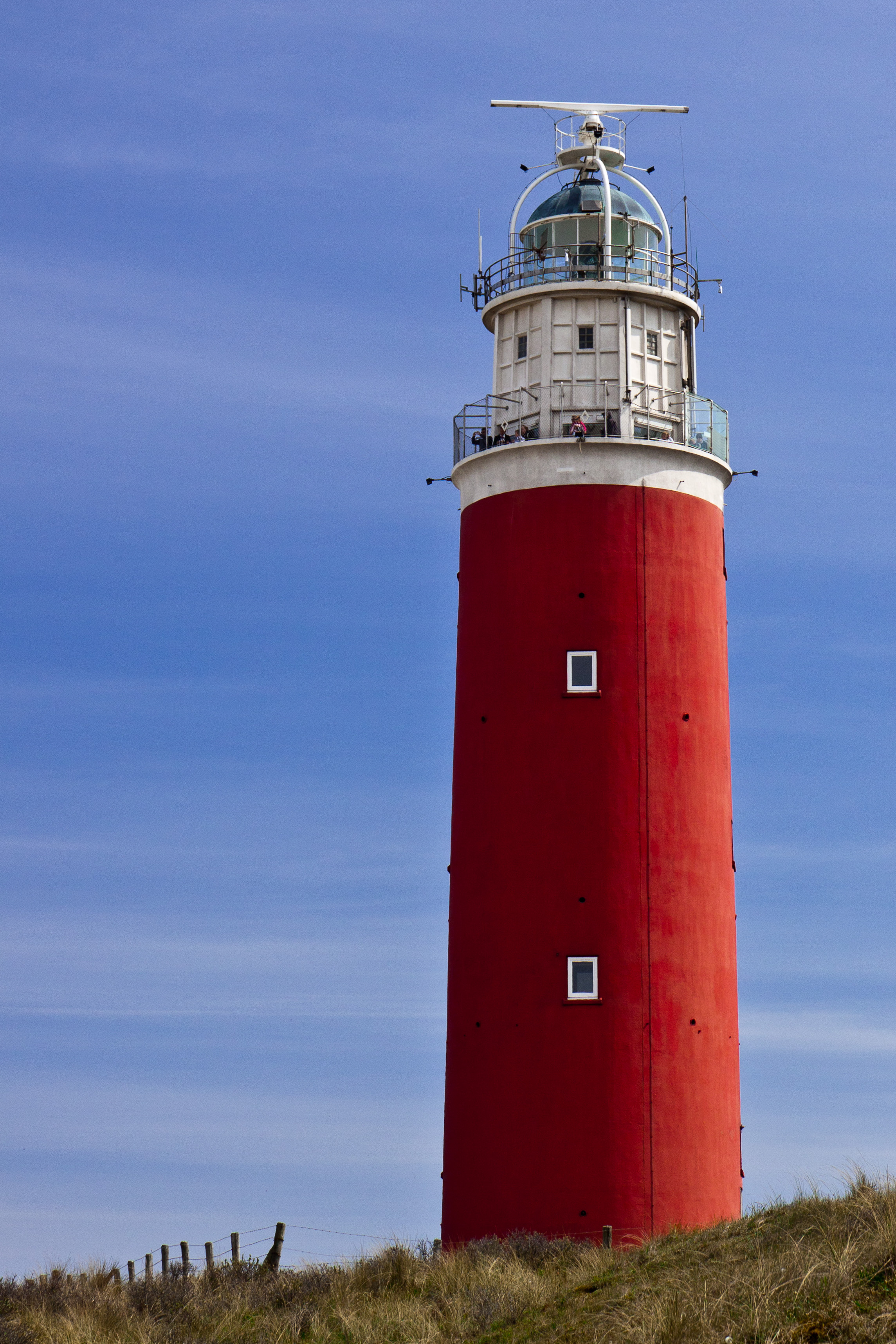
Eierland
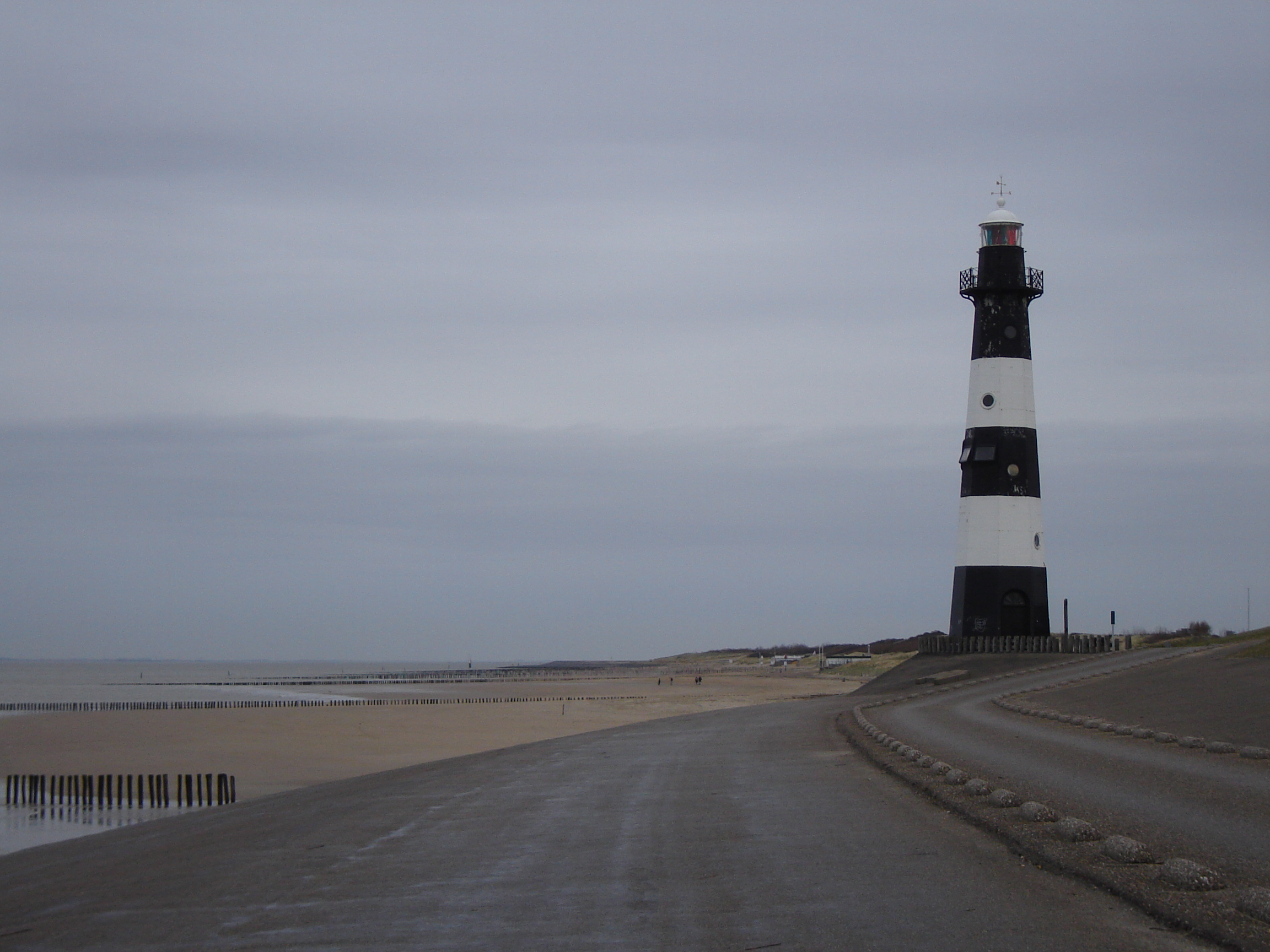
Nieuwe Sluis
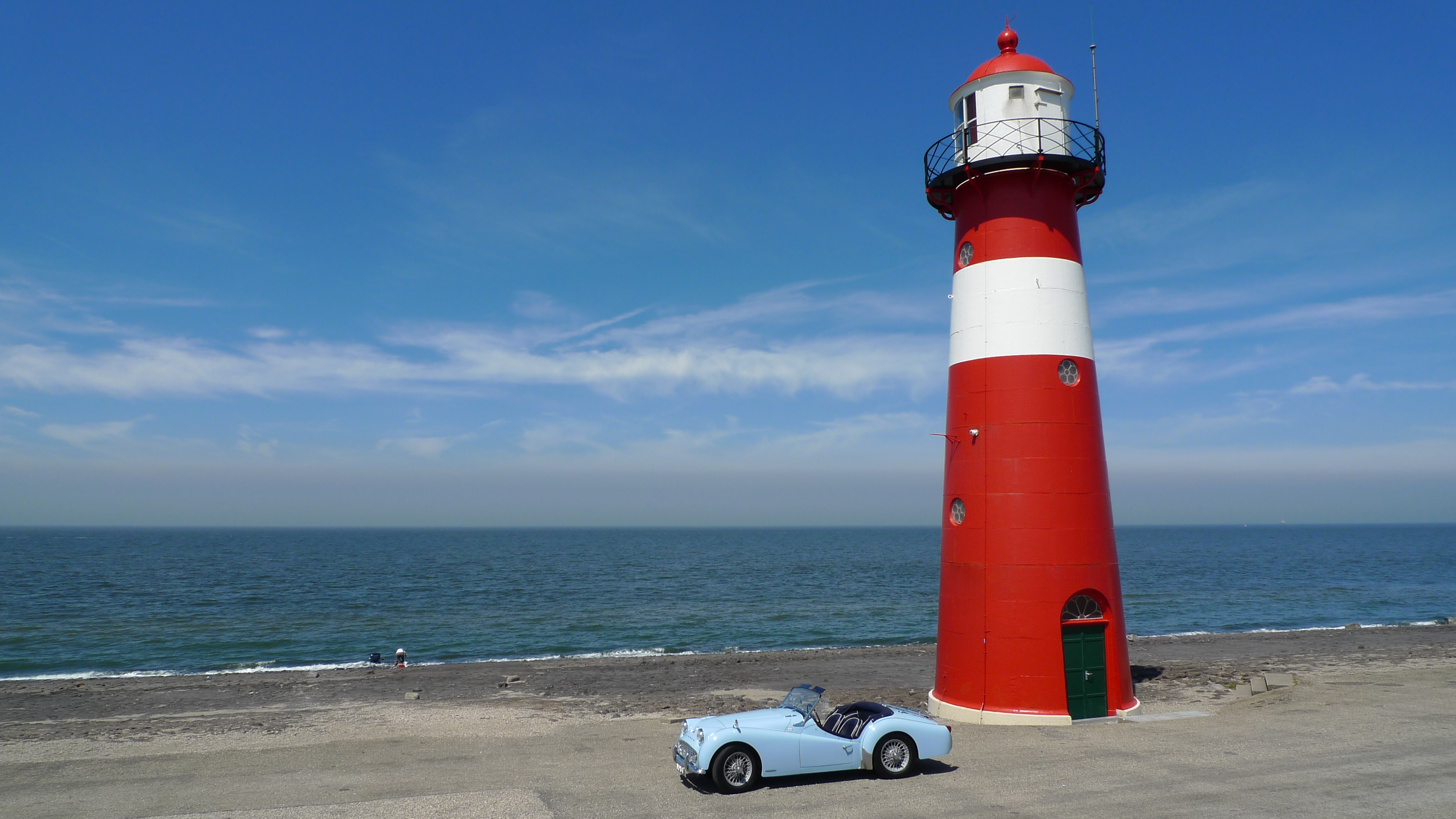
Noorderhoofd
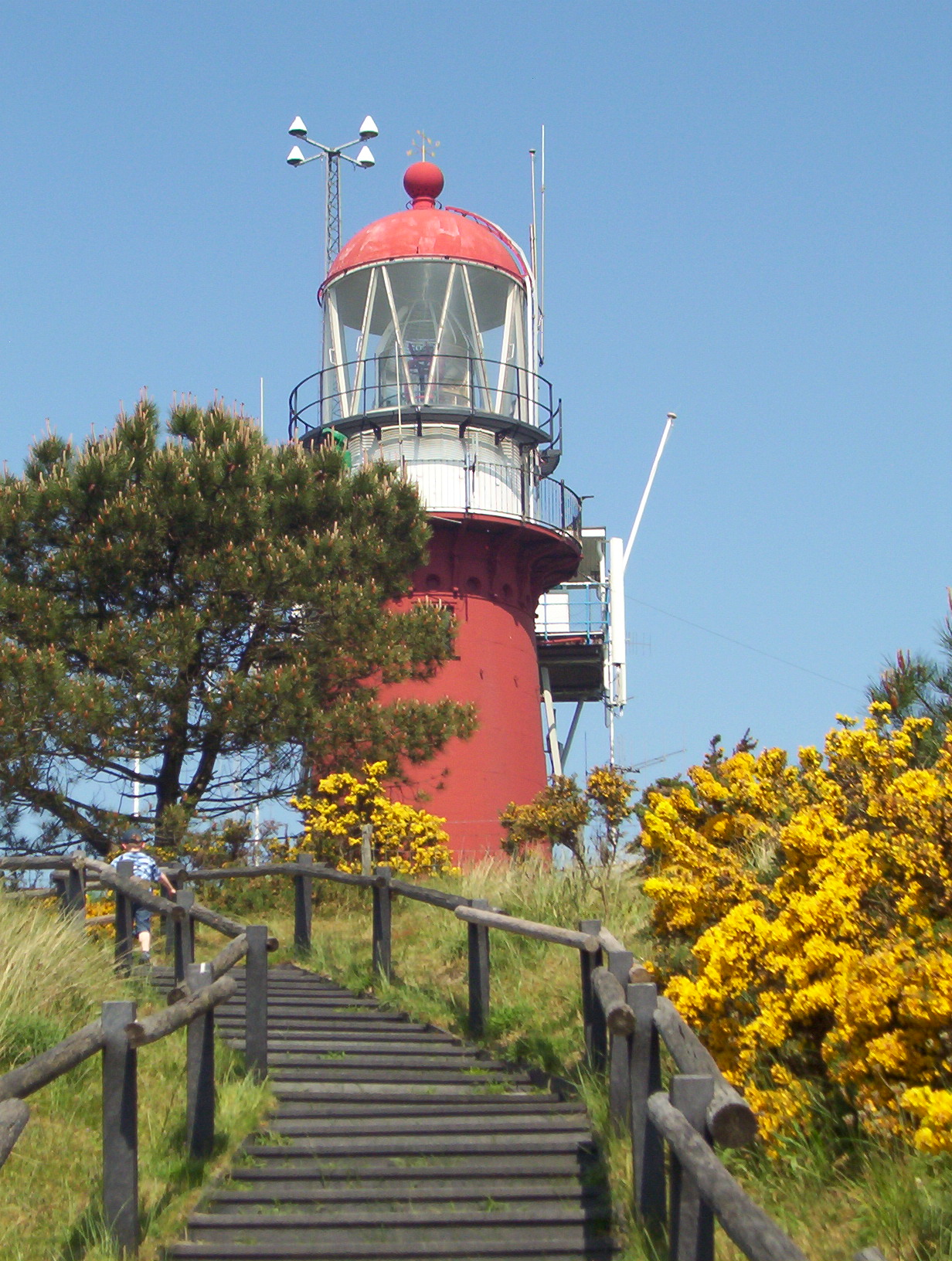
Vuurduin (Vlieland)
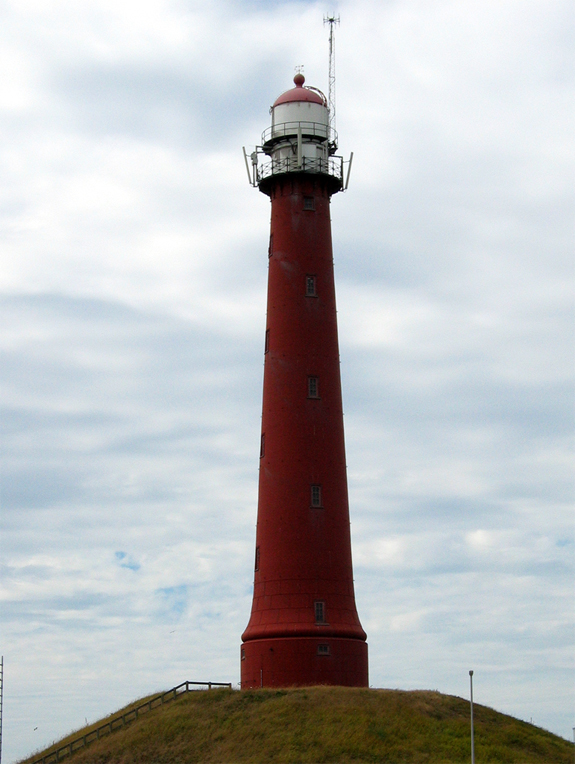
IJmuiden
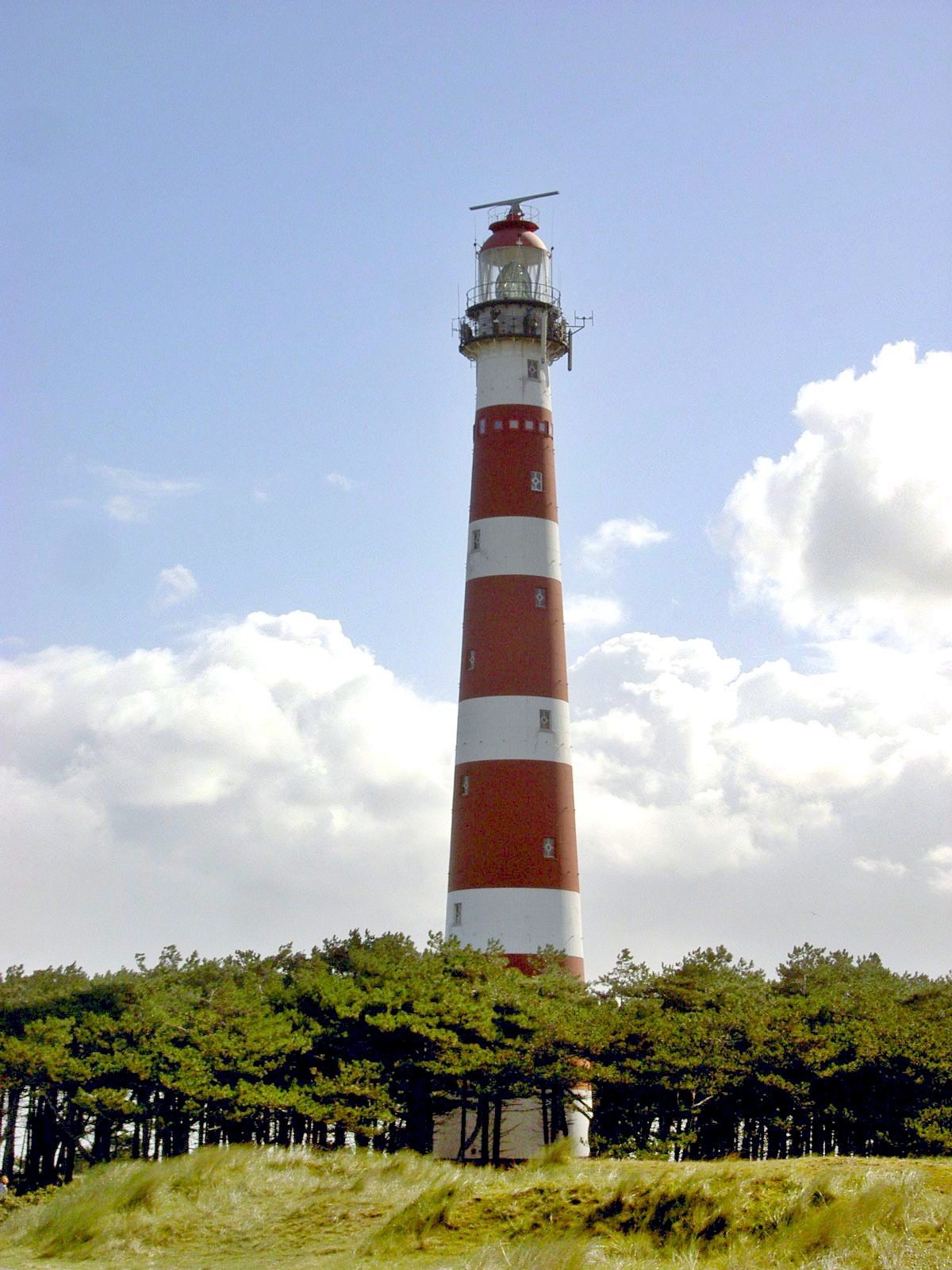
Bornrif (Ameland)
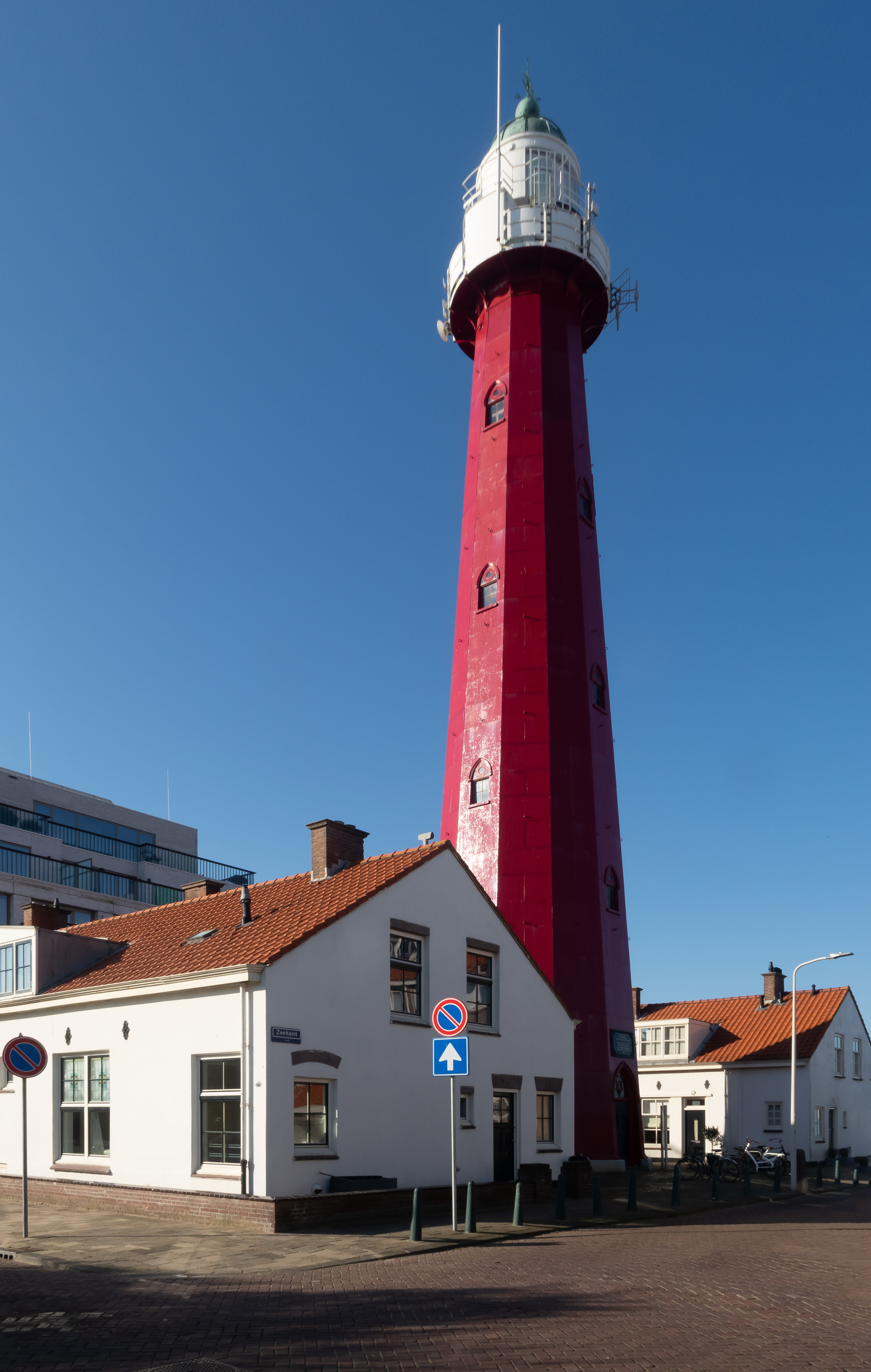
Scheveningen
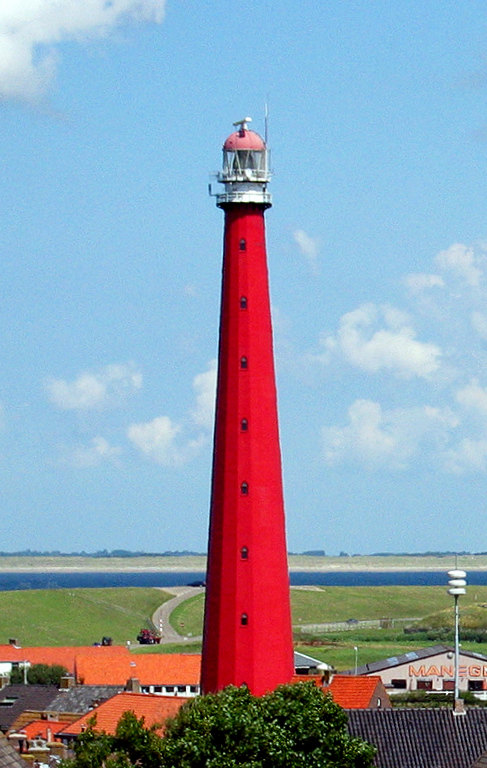
Lange Jaap (Den Helder)